# Тетраедричний інтермедіат
Те́траедри́чний інтермедіа́т (рос. тетраэдрический интермедиат, англ. tetrahedral intermediate) — інтермедіат, через який відбувається перехід від тригонального до тетраедричного розміщення зв'язків при атомі C, початково зв'язаному подвійним зв'язком (наприклад, альдоль у реакції конденсації ацетальдегіду).